# Дулба
Ду́лба — озеро на северо-востоке Якутии, в Нижнеколымском улусе. Расположено на востоке Колымской низменности, в правобережье реки Большая Коньковая. 
Площадь озера, согласно государственному водному реестру, составляет 26,4 км². Площадь водосбора — 60,6 км². Длина озера около 6,4 км, максимальная ширина достигает 5,3 км. Находится на высоте 39 м над уровнем моря.
Имеет округлую форму, берега слабо изрезаны. На западном берегу отмели, на северо-западном — обрыв высотой до 15 м. На северо-востоке вытекает река Дулба-Сяне, относящаяся к бассейну Колымы. Дулба находится в окружении других менее крупных озёр (Менектях, Тахсы и др.). К югу в 8 км проходит автозимник «Арктика».
Ближайший населенный пункт, село  Колымское, расположен примерно в 52 км к восток-юго-востоку.